# Русская улица (Вроцлав)
Русская улица (пол. Ulica Ruska we Wrocławiu) — короткая, около 500 м, улица Вроцлава, проходит в историческом районе Старый город, начинаясь от Соляной площади (примыкающей к юго-западному углу Рыночной площади Вроцлава), на запад, до улицы Подвале, с которой она пересекается в том месте, где находились главные городские ворота с западной стороны города — Николаевские, снесённые в 1820 году. Вторая главная улица в этой части Старого города, Св. Николая (улица Свентего Миколая), начинается в северо-западном углу Рыночной площади, у костёла Св. Элизабеты.
Улица длиной около полукилометра, и половину её длины теперь пересекает маршрут W-Z, отмеченный в 1970-х годах (по линии ныне несуществующей Чарной Олавы, которая была средневековым внутренним рвом). В XIII веке на этом месте на линии внутренних укреплений города были построены Русские ворота. Эти ворота были разобраны, как и старые Николаевские ворота, стоящие рядом в той же линии укреплений, после того, как в XIV веке в линии внешних укреплений (над Городским рвом) были построены новые Николаевские ворота.
Название улицы практически не менялось со времен средневековья (в 1345 г. она была записана как Русищинская улица) и до 1945 г. называлась Ройшештрассе, затем на короткое время — Русская улица.
До реформы дорожной сети в 2000 г. улица входила в состав национальной дороги № 344, а затем до открытия нового участка объездной дороги города (ул. Клецинская и На Конецним Грошу) входила частью в городской участок национальной дороги № 94.